# All Your Friends
All Your Friends è un singolo della cantante norvegese Sophie Elise, pubblicato il 4 agosto 2017 su etichetta discografica Universal Music Norway.

## Tracce
1. All Your Friends – 3:27

Remix
1. All Your Friends (Clairmont Remix) – 2:50

## Classifiche
| Classifica (2017) | Posizione massima |
| ----------------- | ----------------- |
| Norvegia          | 9                 |